# 三角城 (湟源县)
三角城，位于中国青海省湟源县巴燕乡石门尔村，为青海省市县级文物保护单位，公布日期为1983年6月8日，类型为古遗址。
三角城的历史年代为汉代。